# Campeonato Paranaense de Futsal de 2015
O Campeonato Paranaense de Futsal de 2015, foi a 21ª edição da principal competição da modalidade no estado, sua organização é de competência da Federação Paranaense de Futsal. 
O Umuarama, da cidade de Umuarama, terminou a Primeira Fase no primeiro lugar, garantindo desta forma o seu segundo título da Taça Paraná de Futsal. Já o Clube Atlético Deportivo, chegou a final do campeonato pelo segundo ano consecutivo, contra o mesmo Umuarama, onde venceu a primeira partida em seus domínios (3-1), e voltou a ganhar na casa do adversário (1-2), sagrando-se tricampeão estadual. 

## Regulamento[3]
O Campeonato Paranaense de Futsal da Divisão Especial Série Ouro 2015, será disputado em cinco fases com o início previsto para o dia 21 de março.
Taça Paraná de Futsal (Primeira Fase)
Na Primeira fase, as 15 equipes jogam entre si em Turno único. Se qualificam para a Segunda Fase os 12 mais bem colocados, sendo que o clube que terminar com a 1ª posição garante o título da Taça Paraná de Futsal (Troféu Jorge Kudri);
Segunda Fase
As doze equipes classificadas, serão distribuídas em dois grupos, de seis componentes, disputando jogos em Turno e Returno, com partidas de ida e volta. Os quatro mais bem posicionados, garantem presença na Terceira Fase (Quartas de Final).
Terceira Fase (Quartas-de-Final)
Os oito classificados, serão divididos em quatro chaves de duas equipes, jogando em Play-Off eliminatório de duas partidas, e em caso de empate ou vitórias alternadas três, persistindo a igualdade na terceira partida, a equipe de melhor campanha tem a vantagem do empate, para ficar com a vaga. As melhores posicionadas da Primeira Fase, jogarão a segunda partida em casa, assim como a terceira se esta for necessária. Classificam-se para a Quarta Fase (Semi-Final) as quatro equipes vencedoras de cada chave. 
Quarta Fase (Semi-Final)
Os quatro classificados, serão divididos em duas chaves, jogando em Play-Off eliminatório de duas partidas, e em caso de empate ou vitórias alternadas três, persistindo a igualdade na terceira partida, a equipe de melhor campanha tem a vantagem do empate, para ficar com a vaga. As melhores posicionadas da Primeira Fase, jogarão a segunda partida em casa, assim como a terceira se esta for necessária. Classificam-se para a Quinta Fase (Final) as equipes vencedoras de cada chave. 
Quinta Fase (Final)
Os dois times vencedores, disputam a grande final do torneio a fim de definir o campeão da edição. A decisão ocorrerá em duas partidas, e em caso de empate ou vitórias alternadas três, persistindo a igualdade na terceira partida, a equipe de melhor campanha tem a vantagem do empate, para ficar com o título. O melhor posicionado da Primeira Fase, jogará a segunda partida em casa, assim como a terceira se esta for necessária.
Rebaixamento
A última equipe classificada (15ª posição) será rebaixada para a Série Prata.
Critérios de Desempate
1. Equipe que obtiver o maior número de pontos;
2. Confronto direto;
3. Goal Average (maior quociente da divisão do número de gols marcados pelo número de gols sofridos);
4. Menor média de gols sofridos na Fase (número de gols sofridos divididos pelo número de jogos);
5. Maior média de gols marcados na Fase (número de gols feitos dividido pelo número de jogos);
6. Maior saldo;
7. Sorteio.

## Participantes em2015
| Clube         | Cidade                  | Em 2014          | Ginásio                 | Títulos                           |
| ------------- | ----------------------- | ---------------- | ----------------------- | --------------------------------- |
| Ampére        | Ampére                  | 7º               | Ginásio Rondinha        | 0 (não possui)                    |
| Assaí         | Assaí                   | 4º (Chave Prata) | Yoshihiro Nonomura      | 0 (não possui)                    |
| Campo Mourão  | Campo Mourão            | 11º              | Valternei de Oliveira   | 0 (não possui)                    |
| Caramuru      | Castro                  | 1º (Chave Prata) | Douglas Pereira         | 0 (não possui)                    |
| Cascavelense  | Cascavel                | 13º              | Sérgio Mauro Festugatto | 0 (não possui)                    |
| Cascavel      | Cascavel                | 2º               | Neva                    | 5 (2003, 2004, 2005, 2011 e 2012) |
| Clevelândia   | Clevelândia             | 12º              | Idevaldo Zardo          | 0 (não possui)                    |
| Dois Vizinhos | Dois Vizinhos           | 3º (Chave Prata) | Teodorico Guimarães     | 0 (não possui)                    |
| Copagril      | Marechal Cândido Rondon | 5º               | Ney Braga               | 2 (2009 e 2013)                   |
| Foz Cataratas | Foz do Iguaçu           | 8º               | Costa Cavalcanti        | 0 (não possui)                    |
| Guarapuava    | Guarapuava              | 1º               | Joaquim Prestes         | 2 (2010 e 2014)                   |
| Keima         | Ponta Grossa            | 9º               | Oscar Pereira           | 0 (não possui)                    |
| Marreco       | Francisco Beltrão       | 4º               | Arrudão                 | 0 (não possui)                    |
| São Lucas     | Paranavaí               | 10º              | Lacerdinha              | 0 (não possui)                    |
| Umuarama      | Umuarama                | 3º               | Amário Vieira da Costa  | 2 (2007 e 2008)                   |

## Taça Paraná de Futsal
| Pos | Times         | Pts | J  | V  | E | D  | GP | GC | SG  | GA   | %     | Classificação                     |
| --- | ------------- | --- | -- | -- | - | -- | -- | -- | --- | ---- | ----- | --------------------------------- |
| 1   | Umuarama      | 31  | 14 | 10 | 1 | 3  | 51 | 33 | 18  | 1,55 | 73,8% | Campeão da Taça Paraná de Futsal  |
| 2   | Guarapuava    | 31  | 14 | 10 | 1 | 3  | 49 | 29 | 20  | 1,69 | 73,8% | Classificados para a Segunda Fase |
| 3   | Keima         | 27  | 14 | 8  | 3 | 3  | 43 | 26 | 17  | 1,65 | 64,3% | Classificados para a Segunda Fase |
| 4   | Foz Cataratas | 26  | 14 | 8  | 2 | 4  | 32 | 26 | 16  | 1,23 | 61,9% | Classificados para a Segunda Fase |
| 5   | Caramuru      | 25  | 14 | 7  | 4 | 3  | 33 | 33 | 0   | 1,00 | 59,5% | Classificados para a Segunda Fase |
| 6   | Marreco       | 25  | 14 | 8  | 1 | 5  | 28 | 21 | 7   | 1,33 | 59,5% | Classificados para a Segunda Fase |
| 7   | Cascavel      | 24  | 14 | 7  | 3 | 4  | 51 | 27 | 24  | 1,89 | 57,1% | Classificados para a Segunda Fase |
| 8   | São Lucas     | 24  | 14 | 7  | 3 | 4  | 42 | 32 | 10  | 1,31 | 57,1% | Classificados para a Segunda Fase |
| 9   | Copagril      | 22  | 14 | 6  | 4 | 4  | 37 | 29 | 8   | 1,28 | 52,4% | Classificados para a Segunda Fase |
| 10  | Assaí         | 18  | 14 | 5  | 3 | 6  | 41 | 34 | 7   | 1,21 | 42,9% | Classificados para a Segunda Fase |
| 11  | Dois Vizinhos | 15  | 14 | 4  | 3 | 7  | 25 | 33 | -8  | 0,76 | 35,7% | Classificados para a Segunda Fase |
| 12  | Cascavelense  | 11  | 14 | 3  | 2 | 9  | 27 | 43 | -16 | 0,63 | 26,2% | Classificados para a Segunda Fase |
| 13  | Ampére        | 7   | 14 | 1  | 4 | 9  | 26 | 45 | -19 | 0,58 | 16,7% | Eliminados                        |
| 14  | Clevelândia   | 7   | 14 | 2  | 1 | 11 | 14 | 45 | -31 | 0,31 | 16,7% | Eliminados                        |
| 15  | Campo Mourão  | 4   | 14 | 1  | 1 | 12 | 17 | 60 | -43 | 0,28 | 9,5%  | Rebaixado a Série Prata 2016      |

### Confrontos
Para ler a tabela, a linha horizontal representa os jogos da equipe como mandante. A coluna vertical indica os jogos da equipe como visitante.
|               | AMP | ASS | CAM | CAR | CSE | CAS | CLE | COP | DOI | FCA | GUA | KEI | MAR | SLU | UMU |
| ------------- | --- | --- | --- | --- | --- | --- | --- | --- | --- | --- | --- | --- | --- | --- | --- |
| Ampére        | —   | 3-3 | -   | 3-3 | -   | 2-6 | 4-1 | 3–5 | -   | -   | -   | -   | -   | 2–2 | 0-5 |
| Assaí         | -   | —   | -   | 0–1 | -   | -   | 3–1 | 2-3 | -   | -   | 4-7 | 5-2 | 4-1 | 1-4 | -   |
| Campo Mourão  | 4-3 | 1-4 | —   | 3-5 | -   | 0–7 | 2-2 | -   | -   | 3-4 | -   | -   | -   | -   | 0–4 |
| Caramuru      | -   | -   | -   | —   | -   | -   | 3-2 | 3-2 | 1–1 | -   | 2–3 | 1-1 | 4-3 | 4-4 | -   |
| Cascavelense  | 4-1 | 2–2 | 4-2 | 1-2 | —   | 0–7 | -   | -   | -   | 3-0 | -   | -   | -   | -   | 4-8 |
| Cascavel      |     | 1-1 | -   | 4–0 | -   | —   | 7–1 | 3-3 | -   | -   | -   | 5-1 | 1-3 | 2-2 | -   |
| Clevelândia   | -   | -   | -   | -   | 1-0 | -   | —   | 0–2 | 4-1 | -   | 0–6 | 1–4 | 0-2 | 1-5 | -   |
| Copagril      | -   | -   | 5-0 | -   | -   | -   | -   | —   | 2-1 | 2–0 | 3-3 | 4-5 | 0–2 |     | -   |
| Dois Vizinhos | 1-1 | 2–1 | 2-0 | -   | 5–2 | 3-4 | -   | -   | —   | 1-1 | -   | -   | -   | -   | 3–4 |
| Foz Cataratas | 2–1 | 3-2 | -   | 5-1 | -   | 2-1 | 5-0 | -   | -   | —   | -   | -   | -   | 3-1 | 2–1 |
| Guarapuava    | 3-2 | -   | 6–1 | -   | 3–2 | 4-2 | -   | -   | 3–1 | 3-1 | —   | -   | -   | -   | 4-5 |
| Keima         | 4-0 | -   | 7–0 | -   | 4–1 | -   | -   | -   | 3-0 | 4–4 | 3-1 | —   | -   | -   | 1-2 |
| Marreco       | 2–1 | -   | 2–0 | -   | 2-0 | -   | -   | -   | 2-3 | 3–0 | 1-2 | 1-1 | —   | -   | -   |
| São Lucas     | -   | -   | 5-1 | -   | 4-2 | -   | -   | -   | 5-1 | -   | 2-1 | 3–1 | 1–3 | —   | -   |
| Umuarama      | -   | 3-9 | -   | 1-3 | -   | 5-1 | 1–0 | 2-2 | -   | -   | -   | -   | 4-1 | 6–3 | —   |

| Vitória do mandante; Vitória do visitante; Empate. | Em negrito os jogos "clássicos". |

### Desempenho por rodada
Clubes que lideraram o campeonato ao final de cada rodada
| Rodadas | Rodadas | Rodadas | Rodadas | Rodadas | Rodadas | Rodadas | Rodadas | Rodadas | Rodadas | Rodadas | Rodadas | Rodadas | Rodadas | Rodadas |
| ------- | ------- | ------- | ------- | ------- | ------- | ------- | ------- | ------- | ------- | ------- | ------- | ------- | ------- | ------- |
| 1       | 2       | 3       | 4       | 5       | 6       | 7       | 8       | 9       | 10      | 11      | 12      | 13      | 14      | 15      |
| CAS     | CAS     | CAS     | CAS     | MAR     | KEI     | KEI     | KEI     | GUA     | GUA     | UMU     | UMU     | UMU     | UMU     | UMU     |

Clubes que ficaram na última posição do campeonato ao final de cada rodada
| Rodadas | Rodadas | Rodadas | Rodadas | Rodadas | Rodadas | Rodadas | Rodadas | Rodadas | Rodadas | Rodadas | Rodadas | Rodadas | Rodadas | Rodadas |
| ------- | ------- | ------- | ------- | ------- | ------- | ------- | ------- | ------- | ------- | ------- | ------- | ------- | ------- | ------- |
| 1       | 2       | 3       | 4       | 5       | 6       | 7       | 8       | 9       | 10      | 11      | 12      | 13      | 14      | 15      |
| CAR     | MOU     | MOU     | MOU     | MOU     | MOU     | MOU     | MOU     | MOU     | MOU     | MOU     | MOU     | MOU     | MOU     | MOU     |

## Premiação
| Taça Paraná de Futsal de 2015                        |
| ---------------------------------------------------- |
| Associação de Futsal de Umuarama Campeão (2º título) |

## Segunda Fase

### Grupo A
| Pos | Times         | Pts | J  | V | E | D | GP | GC | SG  | GA   | %     | Classificação               |
| --- | ------------- | --- | -- | - | - | - | -- | -- | --- | ---- | ----- | --------------------------- |
| 1   | Foz Cataratas | 21  | 10 | 6 | 3 | 1 | 35 | 18 | 17  | 1,94 | 70%   | Classificados aos Play-Offs |
| 2   | Umuarama      | 19  | 10 | 6 | 1 | 3 | 50 | 30 | 20  | 1,67 | 63,3% | Classificados aos Play-Offs |
| 3   | Marreco       | 16  | 10 | 5 | 1 | 4 | 30 | 26 | 4   | 1,15 | 53,3% | Classificados aos Play-Offs |
| 4   | São Lucas     | 15  | 10 | 5 | 0 | 5 | 26 | 19 | -3  | 0,90 | 50%   | Classificados aos Play-Offs |
| 5   | Assaí         | 9   | 9  | 3 | 0 | 6 | 22 | 36 | -14 | 0,61 | 33,3% | Eliminados                  |
| 6   | Cascavelense  | 4   | 9  | 1 | 1 | 7 | 13 | 37 | -24 | 0,35 | 14,1% | Eliminados                  |

#### Confrontos
Para ler a tabela, a linha horizontal representa os jogos da equipe como mandante. A coluna vertical indica os jogos da equipe como visitante.
|               | ASS | CSE  | FCA | MAR | SLU | UMU |
| ------------- | --- | ---- | --- | --- | --- | --- |
| Assaí         | —   | 3-1  | 1-3 | 7-1 | 2-1 | 3-7 |
| Cascavelense  |     | —    | 3-3 | 0-6 | 3-5 | 3-2 |
| Foz Cataratas | 6-1 | 5-1  | —   | 1-1 | 3-2 | 5-3 |
| Marreco       | 4-2 | 1-wo | 3-2 | —   | 2-3 | 8-4 |
| São Lucas     | 7-3 | 2-1  | 0-4 | 2-1 | —   | 3-5 |
| Umuarama      | 6-0 | 10-1 | 3-3 | 5-3 | 5-1 | —   |

| Vitória do mandante; Vitória do visitante; Empate. | Em vermelho os jogos da próxima rodada; Em negrito os jogos "clássicos". |

### Grupo B
| Pos | Times         | Pts | J  | V | E | D | GP | GC | SG  | GA   | %     | Classificação               |
| --- | ------------- | --- | -- | - | - | - | -- | -- | --- | ---- | ----- | --------------------------- |
| 1   | Copagril      | 24  | 10 | 7 | 3 | 0 | 34 | 14 | 20  | 2,43 | 80%   | Classificados aos Play-Offs |
| 2   | Guarapuava    | 14  | 10 | 4 | 2 | 4 | 31 | 14 | -3  | 2,43 | 46,6% | Classificados aos Play-Offs |
| 3   | Keima         | 14  | 10 | 3 | 5 | 2 | 24 | 26 | -2  | 0,92 | 42,6% | Classificados aos Play-Offs |
| 4   | Cascavel      | 13  | 10 | 3 | 4 | 3 | 23 | 20 | 3   | 1,15 | 43,3% | Classificados aos Play-Offs |
| 5   | Caramuru      | 12  | 10 | 3 | 3 | 4 | 28 | 28 | 0   | 1,00 | 40%   | Eliminados                  |
| 6   | Dois Vizinhos | 3   | 10 | 0 | 3 | 7 | 20 | 38 | -18 | 0,53 | 10%   | Eliminados                  |

#### Confrontos
Para ler a tabela, a linha horizontal representa os jogos da equipe como mandante. A coluna vertical indica os jogos da equipe como visitante.
|               | CAR | CAS | COP | DOI | GUA | KEI |
| ------------- | --- | --- | --- | --- | --- | --- |
| Caramuru      | —   | 5-1 | 3-3 | 4-4 | 5-4 | 1-2 |
| Cascavel      | 0-1 | —   | 1-2 | 4-1 | 6-2 | 2-2 |
| Copagril      | 6-3 | 2-2 | —   | 4-1 | 4-2 | 5-0 |
| Dois Vizinhos | 1-1 | 0-2 | 1-2 | —   | 4-6 | 3-3 |
| Guarapuava    | 4-3 | 2-2 | 0-5 | 5-2 | —   | 3-0 |
| Keima         | 3-2 | 3-3 | 1-1 | 7-3 | 3-3 | —   |

| Vitória do mandante; Vitória do visitante; Empate. | Em vermelho os jogos da próxima rodada; Em negrito os jogos "clássicos". |

## Play-Offs
|  | Quartas de final       | Quartas de final              | Quartas de final | Quartas de final |                                   |   | Semifinais | Semifinais | Semifinais | Semifinais |  |  | Final | Final | Final | Final |
|  |                        |                               |                  |                  |                                   |   |            |            |            |            |  |  |       |       |       |       |
|  | 10, 17 e 24 de outubro |                               |                  |                  |                                   |   |            |            |            |            |  |  |       |       |       |       |
|  |                        |                               |                  |                  |                                   |   |            |            |            |            |  |  |       |       |       |       |
|  | Guarapuava             | 1                             | 3                | 2                |                                   |   |            |            |            |            |  |  |       |       |       |       |
|  | Guarapuava             | 1                             | 3                | 2                | 31 de outubro, 7 e 14 de novembro |   |            |            |            |            |  |  |       |       |       |       |
|  | Marreco                | 4                             | 1                | 2                |                                   |   |            |            |            |            |  |  |       |       |       |       |
|  | Marreco                | 4                             | 1                | 2                | Guarapuava                        | 1 | 2          | 8          |            |            |  |  |       |       |       |       |
|  | 10 e 20 de outubro     |                               |                  |                  | Guarapuava                        | 1 | 2          | 8          |            |            |  |  |       |       |       |       |
|  |                        | Foz Cataratas                 | 1                | 2                | 1                                 |   |            |            |            |            |  |  |       |       |       |       |
|  | Foz Cataratas          | Foz Cataratas                 | 1                | 2                | 1                                 | 0 | 3          |            |            |            |  |  |       |       |       |       |
|  | Foz Cataratas          |                               |                  |                  | 28 de novembro e 5 de dezembro    | 0 | 3          |            |            |            |  |  |       |       |       |       |
|  | Cascavel               | 0                             | 1                |                  |                                   |   |            |            |            |            |  |  |       |       |       |       |
|  | Cascavel               | 0                             | 1                | Guarapuava       | 3                                 | 2 |            |            |            |            |  |  |       |       |       |       |
|  | 10 e 17 de outubro     |                               |                  | Guarapuava       | 3                                 | 2 |            |            |            |            |  |  |       |       |       |       |
|  |                        | Umuarama                      | 2                | 1                |                                   |   |            |            |            |            |  |  |       |       |       |       |
|  | Umuarama               | Umuarama                      | 2                | 1                | 1                                 | 2 |            |            |            |            |  |  |       |       |       |       |
|  | Umuarama               | 30 de outubro e 6 de novembro |                  |                  | 1                                 | 2 |            |            |            |            |  |  |       |       |       |       |
|  | Keima                  | 1                             | 0                |                  |                                   |   |            |            |            |            |  |  |       |       |       |       |
|  | Keima                  | 1                             | 0                | Umuarama         | 8                                 | 5 |            |            |            |            |  |  |       |       |       |       |
|  | 9, 16 e 22 de outubro  |                               |                  | Umuarama         | 8                                 | 5 |            |            |            |            |  |  |       |       |       |       |
|  |                        | São Lucas                     | 2                | 1                |                                   |   |            |            |            |            |  |  |       |       |       |       |
|  | Copagril               | São Lucas                     | 2                | 1                | 3                                 | 1 | 2          |            |            |            |  |  |       |       |       |       |
|  | Copagril               |                               |                  |                  | 3                                 | 1 | 2          |            |            |            |  |  |       |       |       |       |
|  | São Lucas              | 3                             | 1                | 3                |                                   |   |            |            |            |            |  |  |       |       |       |       |
|  | São Lucas              | 3                             | 1                | 3                |                                   |   |            |            |            |            |  |  |       |       |       |       |

## Final

### Primeiro jogo
| 28 de novembro | Guarapuava                                               | 3 - 2     | Umuarama             | Joaquim Prestes |
| 19:00          | Adeirton 22:03' · Mauricinho 09:52' · Bruno Petry 25:41' | Relatório | Madson 07:26' 39:47' | Público: 2,220 pessoas Árbitro: Daniel Alexandre Beal Árbitro2:Alfredo Carlos Wagner Cronometrista:Robson Zambrana de Macedo Anotador: Eleandro Feil |

### Segundo jogo
| 5 de dezembro | Umuarama    | 1 - 2     | Guarapuava                    | Amário Vieira da Costa                                                                                                  |
| 19:00         | Caio 06:06' | Relatório | Márcio 24:59' · Deivão 38:40' | Árbitro: Flávio Marques Árbitro2:Jefferson Lima Cronometrista:Alexandre Albertoni Neto Anotador: Elvio Svaigen da Silva |

## Premiação
| Chave Ouro 2015                              |
| -------------------------------------------- |
| Clube Atlético Deportivo Campeão (3º título) |